# 封头汤帝庙拜亭
封头汤帝庙拜亭，位于山西省晋城市阳城县驾岭乡封头村东。

## 保护
2013年1月，封头汤帝庙拜亭公布为第三批晋城市文物保护单位，编号3-223。2021年8月4日，封头汤帝庙拜亭公布为第六批山西省文物保护单位，古建筑类，编号6-216。